# Robovo (Pehčevo)
Robovo (makedonsky: Робово) je vesnice v Severní Makedonii. Nachází se v opštině Pehčevo ve Východním regionu.

## Geografie
Vesnice se nachází v údolí Maleševska kotlina v západní části opštiny Pehčevo. Po pravé straně vesnice protéká řeka Bregalnica. Vesnice je kopcovitá a domy se nachází v nadmořské výšce 860–900 metrů.
Rozprostírá se na území 20 km2. Pastviny zde zabírají 819 ha, orná půda 698 ha a lesy 449 ha.

## Historie
Na konci 19. století byla vesnice součástí Osmanské říše. Podle bulharského etnografa a spisovatele Vasila Kančova žilo ve vesnici v roce 1900 celkem 770 obyvatel, všichni makedonské národnosti a křesťanského vyznání.
Během 20. století byla vesnice součástí Jugoslávie, konkrétně Socialistické republiky Makedonie.

## Demografie
Podle sčítání lidu z roku 2002 žije ve vesnici 426 obyvatel, všichni makedonské národnosti.
| Rok          | 1873 | 1900 | 1905 | 1948 | 1953 | 1961 | 1971 | 1981 | 1991 | 1994 | 2002 |
| ------------ | ---- | ---- | ---- | ---- | ---- | ---- | ---- | ---- | ---- | ---- | ---- |
| Obyvatelstvo | 293  | 770  | 960  | 790  | 837  | 713  | 656  | 580  | 504  | 476  | 426  |